# 5uu's
5uu's es una banda de rock y avant-progressive rock fundada en Los Ángeles, California (Estados Unidos) en 1984 por el baterista y compositor Dave Kerman. El grupo lanzó su primer álbum en 1986 y grabó el segundo en 1988 con Motor Totemist Guild, una banda similar de la zona. Ambos grupos se mezclaron en 1988 para formar U Totem e hicieron dos álbumes. Cuando U Totem se divide en 1994, 5uu's se vuelve a formar y publica dos álbumes más. En 2000 la banda pasa a ser conocida como Dave Kerman/5uu's y bajo este nombre publica otros dos álbumes.
5uu's está influenciado por el Rock in Opposition (RIO) europeo, un movimiento de finales de los 70 y creó, junto con otros grupos como Thinking Plague y Hail, una "versión estadounidense de RIO". 

## Historia
Mientras cursaba enseñanza media, Dave Kerman formó una banda de garage rock con el guitarrista Greg Conway y el bajista Jon Beck. Comenzaron haciendo versiones de King Crimson, pero pronto cambiaron a la experimentación con ruidismo. En 1976 tocaron en el Festival de Greenpeace en San Diego, California, bajo el nombre de Farmer Fred Genuflects to A-440. A pesar de que la actuación no resultó muy buena, un asistente les reconoció potencial y les sugirió escuchar a Henry Cow y Faust.

### 5uu's
Estas nuevas influencias llevaron a Kerman a explorar nuevas técnicas compositivas y pronto acumuló una colección de canciones experimentales. Agregó a la banda al cantante pop Curt Wilson, quien además conducía un estudio de grabación, y bajo el nombre de "5uu's" comenzaron a grabar Bel Marduk & Tiamat en 1984. Álbum basado en conceptos de la cosomología babilonia, insumió dos años para ser completado, y se publicó en 1986 en su propio sello. También publicaron un simple, "Bar Code" con las canciones "Misery Loves Company" y "Hot & Cold Frog". Chirs Cutler, el exbaterista de Henry Cow, del sello británico Recommended Records, promocionó y distribuyó Bel Marduk & Tiamat, dando a la banda una mayor difusión. 
El interés surgido en 5uu's resultó en varias invitaciones a conciertos y emisiones radiales en la zona de Los Ángeles. Agregaron al tecladista Sanjay Kumar a la formación, y se presentaron a fines de 1986 en Torrance, California. Unos pocos meses después fue su primera emisión radial en una radio escolar, KXLU.

### U Totem
Durante estos conciertos conocieron a una banda similar, Motor Totemists Guild, de Orange County, California, conducida por James Grisby. Juntas colaboraron en el siguiente álbum de 5uu's, Elements, publicado en el sello propio de Motor Totemists Guild, Rotary Totem Records, en 1988. También lo publicó Recommended Records. Después de grabar Elementos, 5uu's y Motor Totemists Guild se uniern en 1988 formando U Totem para tocar en el Fráncfort del Meno Art Rock Festival, en Alemania. U Totem realizó dos álbumes para Cuneiform Records.

### 5uu's, segunda etapa
Al separarse U Totem en 1994, Kerman vuelve a formar a 5uu's con Kumar y con el multiinstrumentista, cantante y productor Bob Drake, ex Thinking Plague. Graban Hunger's Teeth, publicado den 1994. En 1995 Kerman y Drake se mudan a una vieja granja vacía en Caudeval, en el sur de Francia, propiedad de Chris Cutler y de la exingeniero de sonido de Henry Cow EM (Maggie) Thomas. Cutler y Thomas habían comprado la granja unos pocos años antes con planes de usarla como estudio de grabación. Kerman y Drake asumieron la tarea de renovar y convertir la granja, y fue llamada Studio Midi-Pyrenees, con Drake como el ingeniero/productor residente. Allí 5uu's grabó Crisis in Clay, publicado más adelante, en 1997. En 1995, la banda con Mike Johnson, guitarrista de Thinking Plague, realizó dos giras, visitando 39 ciudades en Europa.

### Dave Kerman/5uu's
Kerman regresó a los Estados Unidos en 1999, y los 5uu's ahora integrados por Kerman, Kumar y la cantante Deborah Perry de Thinking Plague, grabaron Regarding Purgatories, publicado en el 2000. Al ser este mayormente un esfuerzo solitario de Kerman, quien escribió toda la música y tocó la mayoría de los instrumentos, el álbum aparece como "Dave Kerman's/5uu's". En el 2000 Kerman se muda a Tel Aviv, en Israel, dónde forma un equipo con el productor Udi Koomran. En la casa de éste, entre noviembre de 2000 y enero de 2001, Kerman, Koomran y Perry graban Abandonship, que es publicado en 2002, y también acreditado a "Dave Kerman/5uu's"
En mayo de 2004, Dave Kerman/5uu's se reagrupa otra vez en Israel, esta vez incluyendo a Kerman, Drake, Cutler, Perry, Koomran y Janet Feder en guitarra preparada. En el Ginger Studio, en Tel Aviv, grabaron tres temas, "Bulldozer", "Resolve" y "Community", con un uso importante del estudio para manipular y cortar-y-pegar sonidos. "Bulldozer" incluye comentarios de noticias sobre la incursión de Israel en los territorios Palestinos, y un bulldozer real ejecuta el solo final. "Resolve" usa palabras cortadas y resecuenciadas que Perry había cantado en sus álbum anterior Abandonship. Los tres temas fueron posteriormente publicados como un EP sólo para ser bajado en línea, titulado "Tel Aviv Construction Events 1-3".

## Nombre
El nombre de la banda fue tomada de una pandilla callejera de Los Ángeles, cuyos grafitis aparecían en edificios a través de gran parte de la ciudad en ese tiempo.

## Integrantes
Las fechas indican los años en que los músicos estuvieron activos en este grupo.
- Dave Kerman (1984–2004) – batería, teclados, guitarra, voces.
- Greg Conway (1984–1987) – guitarra
- Jon Beck (1984–1987) – bajo
- Curt Wilson (1984–1987) – voces
- Sanjay Kumar (1986–2000) – teclados
- Bob Drake (1994–1997) – guitarra, bajo, voces, violín.
- Deborah Perry (2000–2004) – voces
- Udi Koomran (2002–2004) – sonido

## Discografía

### Álbumes
- 1986 Bel Marduk & Tiamat (LP U:r Records, U.S.A)
- 1988 Elements (with Motor Totemist Guild) (LP Rotary Totem Records, U.S.A.)
- 1994 Hunger's Teeth (CD Recommended Records, Reino Unido)
- 1997 Crisis in Clay (CD Recommended Records, Reino Unido)
- 2000 Regarding Purgatories (CD Cuneiform Records, U.S.A.)
- 2002 Abandonship (CD Cuneiform Records, U.S.A.)

### Recopilaciones
- 1996 Point of Views (CD Cuneiform Records, U.S.A) – relanzamiento de los LP Bel Marduk & Tiamat, y Elements, del simple "Bar Code", más otro material.

### EP
- 2004 Tel Aviv Construction Events 1-3 (online download-only Recommended Records, U.S.) [2]

### Sencillos
- 1986 "Barcode" ("Misery Loves Company" / "Hot & Cold Frog") (7" U:r Records, U.S.)

### Otras apariciones
- 1985 Rē Records Quarterly Vol. 1, n.º 1 (LP Recommended Records, Reino Unido)
- 1987 Rē Records Quarterly Vol. 2, n.º 2 (LP Recommended Records, Reino Unido)